# Венеційська школа (музика)

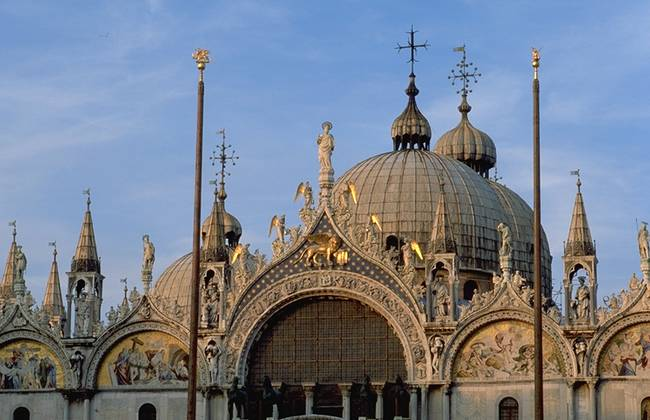
Собор святого Марка у присмерку. Простір та резонуючий інтер'єр були однією з причин виникнення венеційської школи

Венеці́йська шко́ла (італ. scuola veneziana) — термін, що в історії музики використовується для опису композиторів, які працювали у Венеції з 1550 до 1610 року; а також позначає їх музику.
Венеційські поліхоральні композиції XVI століття були найважливішим музичним феноменом в Європі і мали надзвичайний вплив на європейську музику цього періоду. Новації введені венеційською школою, разом з тогочасним розвитком монодії та опери у Флоренції репрезентують кінець Музики Відродження та початок музики бароко.

## Історія
Появу Венеційської школи зумовили різноманітні фактори. Перший був політичним: після смерті папи Лева X у 1521 році та Пограбування Рима 1527 року, тривала традиція Вічного міста як музичного центру ослабнула; багато композиторів, що бажали переїхати до Італії, більше не їхали до Рима, а прямували до Венеції.
Іншим фактором, можливо важливішим, було існування пишної Базиліки св. Марка (зазвичай відомої як Сан Марко (італ. San Marco)) з її унікальним інтер'єром з двома місцями для хорів.
Просторість базиліки викликала необхідність розвивати музичний стиль, який використовував би затримування звуку, зумовлене великими розмірами храму. У такий спосіб венеційський поліхоральний стиль розвинувся у стиль антифонний, в якому групи півчих, акомпановані музичними інструментами, співають в певні моменти у протиставленні, а в інші в унісон, об'єднуючись звуками органа.
Першим композитором, хто віддав належне цьому відомому ефектові, був Адріан Вілларт, який став капельмейстером Сан Марко у 1527 році і залишався безперервно на цій посаді до своєї смерті у 1562 році.
Джозеффо Царліно, один з найвпливовіших музикантів свого часу, назвав Вілларта «новим Піфагором». Вплив Вілларта був глибоким не лише завдяки його композиторській майстерності, а також через його надзвичайне мистецтво педагога; багато венеційців навчались у нього.
Іншим фактором, що стимулював творчу активність цієї групи музикантів, був розвиток видавничої справи у Венеції. У перші роки XVI століття Венеція була багатим містом з стабільним урядом, і в таких умовах вона швидко стала важливим центром публікування музичних партитур. Сюди з'їжджалися композитори з усіх частин Європи, щоб скористатися новою видавничою технологією, винаходові якої було лише декілька років. Композитори північної Європи, особливо фламандці та французи, визнані серед найкращих у Європі, у великій кількості прибули до Італії.
Інтернаціональність венеційської музичної громади продовжувалась до кінця XVII століття.
У 1560–1570 роки розвинулись дві музичні течії: прогресивна, очолена Бальдассаре Донато та консервативна, з Джозеффо Царліно на чолі, який після Чіпріано де Роре став капельмейстером у Сан Марко. Незгода між двома групами призвела, у 1569 році, до публічної сварки між Донато та Царліно під час проведення урочистостей свята св. Марка. Учасники консервативної течії схилялись до наслідування поліфонічного стилю франко-фламандської школи; до них належали Чіпріано де Роре, Джозеффо Царліно та Клаудіо Меруло; до прогресивної — Бальдассаре Донато, Джованні Кроче, а пізніше Андреа та Джованні Ґабріелі.
Додатковим пунктом незгоди між двома групами було питання, кого допускати до посади капельмейстера Сан Марко: лише венеційців або хоча б італійців, чи також і чужоземців. Зрештою група, що підтримувала місцеві таланти, перемогла, і поклала край пануванню у Венеції іноземних музикантів; на цю, одну з найважливіших музичних посад тогочасної Італії, у 1603 році після смерті Донато, було призначено Джованні Кроче, далі, 1609 року — Джуліо Чезаре Мартіненґо і у 1613 році — Клаудіо Монтеверді.
Межі свого розвитку венеційська школа досягла у десятиріччя 1580–1590, коли Андреа та Джованні Ґабріелі створили свої величні шедеври для багатоскладених хорів, мідних духових смичкових та органа. Ці праці були першими, що вводили у музику динамізм, а також одними з перших, що передбачали специфічні вимоги до оркестрування. В цей час зробили свій важливий внесок у музику і органісти Клаудіо Меруло та Джіроламо Дірута; вони започаткували той стиль і ту техніку, які, пересунувшись на північ Європи та розвинувшись у наступних генераціях, досягли кульмінації у працях Яна Свелінка, Дітріха Букстегуде, і нарешті Йоганна Себастьяна Баха.
Термін венеційська школа інколи використовується, щоб відрізнити її від сучасної їй та більш консервативної римської школи.
Іншими важливими центрами музичної діяльності в Італії у цей період були Флоренція, де народилася опера, Феррара, Неаполь, Падуя, Мантуя та Мілан.

## Композитори
До найголовніших представників венеційської школи відносяться:
- Адріан Вілларт (1490 бл. — 1562)
- Жак Бюс (1500 бл. — 1565)
- Андреа Ґабріелі (1510 бл. — 1586)
- Нікола Вічентіно (1511–1576 бл.)
- Чіпріано де Роре (1515 бл. — 1565)
- Джозеффо Царліно (1517–1590)
- Бальдассаре Донато (1525–1603)
- Аннібале Падовано (1527–1575)
- Костанцо Порта (1529 бл. — 1601)
- Маттео Азола (1532–1609)
- Клаудіо Меруло (1533–1604)
- Джозеффо Ґвамі (1540 бл. — 1611)
- Вінченцо Беллавере (помер у 1587)
- Джіроламо Дірута (1554 бл. — після 1610)
- Джіроламо Далла Каза (помер у 1601)
- Джованні Ґабріелі (1555 бл. — 1612)
- Джованні Кроче (1557 бл. — 1609)
- Джованні Бассано (1558 бл. — 1617)
- Джуліо Чезаре Мартіненґо (1561 бл. — 1613)
- Даріо Кастелло (1590 бл. — 1630 бл.)